# ماتياس غرانلند
ماتياس غرانلند (بالسويدية: Mattias Granlund)‏ هو لاعب هوكي الجليد سويدي، ولد في 14 يونيو 1992 في Glommersträsk ‏ في السويد.

## وصلات خارجية
- ماتياس غرانلند على موقع EliteProspects.com (الإنجليزية)
- ماتياس غرانلند على موقع HockeyDB.com (الإنجليزية)